# Waiphot Phetsuphan
Waiphot Phetsuphan (ไวพจน์ เพชรสุพรรณ), (sinh ngày 27 tháng 3 năm 1942 - mất ngày 12 tháng 1 năm 2022), là một ca sĩ, nhạc sĩ người Thái Lan.

## Danh sách đĩa nhạc
- Fang Khaw Thit Kaew (ฟังข่าวทิดแก้ว)
- Taeng Thao Tay (แตงเถาตาย)
- Bang Som Bat (แบ่งสมบัติ)
- Salawan Ram Wong (สาลวันรำวง)
- Yaak Ruai Ma Thang Nee (อยากรวยมาทางนี้)
- La Nong Pai Vietnam (ลาน้องไปเวียดนาม)
- Nak Sang Seeka (นาคสั่งสีกา)